# Wilhelm Dieckvoß
| 4297 Eichhorn | 19 aprile 1938 |
| 5927 Krogh    | 19 aprile 1938 |

Wilhelm Dieckvoß (Amburgo, 5 ottobre 1908 – Amburgo, 31 dicembre 1982) è stato un astronomo tedesco.
Laureatosi in astronomia, matematica e fisica, ha lavorato all'Osservatorio di Amburgo dal 1935 al 1975.
Il Minor Planet Center gli accredita le scoperte di due asteroidi, effettuate entrambe nel 1938.
Gli è stato dedicato l'asteroide 1706 Dieckvoss.